# 미하라촌
미하라촌(일본어: 三原村)은 일본 고치현 하타군에 있는 촌이다.

## 인접한 자치체
- 시만토시
- 스쿠모시
- 도사시미즈시